# Karlik większy
Karlik większy (Pipistrellus nathusii) – gatunek ssaka z podrodziny mroczków (Vespertilioninae) w obrębie rodziny mroczkowatych (Vespertilionidae).

## Taksonomia
Gatunek po raz pierwszy zgodnie z zasadami nazewnictwa binominalnego opisali w 1839 roku niemieccy zoolodzy Alexander Keyserling i Johann Heinrich Blasius nadając mu nazwę Vespertilio nathusii. Holotyp pochodził z Berlina, w Niemczech.
Pipistrellus nathusii wydaje się być najbliżej kompleksu P. kuhlii, który obejmuje parafiletyczne P. kuhlii i P. maderensis. Autorzy Illustrated Checklist of the Mammals of the World uznają ten gatunek za monotypowy.

### Etymologia
- Pipistrellus: wł. pipistrello, vispitrello (zdrobnienie od vespertilio) „nietoperz”[8].
- nathusii: prof. Hermann Engelhard von Nathusius (1809–1879), niemiecki zoolog i agronom[9].

## Zasięg występowania
Karlik większy występuje w większości Europy (od Irlandii i Półwyspu Iberyjskiego na wschód do Rosji i zachodniego Kazachstanu), w Turcji i w Kaukaz; występuje również na wyspach Morzu Śródziemnego takich jak Kreta czy Majorka.

## Morfologia
Długość ciała (bez ogona) 44–54 mm, długość ogona 30–40 mm, długość ucha 10,5–16 mm, długość przedramienia 32,2–37,1 mm; rozpiętość skrzydeł 230–250 mm; masa ciała 6–15,5 g. Jest nieco większy od karlika malutkiego, z szerszymi skrzydłami. Jego błony lotne, ucho i pyszczek są ciemne. Futro na grzbiecie: ciemnobrązowe z jaśniejszymi końcówkami, na brzuchu jaśniejsze niż na grzbiecie. Ma małe uszy i zaokrąglony, dość gruby, wygięty do przodu koziołek nie sięgający połowy długości ucha. Ostroga sięga do połowy odległości między piętą a ogonem. Poza nią wystaje płatek skórny wzmocniony poprzeczną chrząstką. Koniec ogona wystaje z błony ogonowej na ok. 1 mm (połowa ostatniego kręgu).

## Ekologia

### Biotop
Gatunek związany jest z terenami leśnymi, obfitującymi w wody powierzchniowe. Kolonie rozrodcze spotykano w budynkach, skrzynkach lęgowych dla ptaków i nietoperzy, jak również w dziuplach. Często osobniki tego gatunku tworzą kolonie mieszane z karlikiem malutkim, lokalnie również z mroczakiem posrebrzanym, wykorzystuje także wspólne schronienia z mroczkiem późnym. Zimowymi kryjówkami są m.in. dziuple drzew, nadziemne części budynków, stosy składowanego drewna opałowego, zaś w ostatnich latach również fortyfikacje.

### Wędrówki
Gatunek odbywający długodystansowe, sezonowe wędrówki. Zimę spędza głównie w zachodniej i południowej Europie, tylko sporadycznie na terenie Polski. U karlika większego stwierdzono najdłuższy wśród europejskich gatunków przelot – 1903 km. Szlaki migracji tego gatunku biegną wzdłuż wybrzeży morskich (np. przez Mierzeję Wiślaną) i dolin rzecznych, karliki większe mogą jednak przelatywać również nad otwartym morzem.

### Rozród
Gody odbywają się późnym latem i jesienią. Wówczas samce zajmują terytoria godowe. W centrum każdego z nich znajduje się kryjówka godowa, np. skrzynka lęgowa, dziupla lub szczelina w murze. Samiec siada w jej otworze i emituje słyszalne dla człowieka głosy socjalne, pełniące analogiczną funkcję, jak śpiew u ptaków wróblowych – metodą tą określa więc granice terytorium i wabi samice. Te ostatnie gromadzą się w kryjówce godowej wokół właściciela terytorium, tworząc jego harem. Wiosną samice gromadzą się w koloniach rozrodczych (liczących do ponad 700 osobników w jednym budynku), rodząc w czerwcu jedno lub dwoje młodych. Uzyskują one zdolność lotu po około czterech tygodniach.

### Pożywienie
Odżywia się głównie muchówkami z rodziny ochotkowatych. W przeciwieństwie do nocka rudego, odżywiającego się bardzo zbliżonym spektrum ofiar, karlik większy chwyta ofiary wyłącznie w locie, nie zbiera ich zaś z powierzchni wody; dlatego w pokarmie tego ostatniego brak jest poczwarek ochotkowatych, a jedynie ich postaci dorosłe (imagines).

### Długość życia
Maksymalny wiek obserwowany w warunkach naturalnych wynosi 11 lat.

## Ochrona
W Polsce jest objęty ścisłą ochroną gatunkową oraz wymagający ochrony czynnej, dodatkowo obowiązuje zakaz fotografowania, filmowania lub obserwacji, mogących powodować płoszenie lub niepokojenie.